# جهت دیگر (آلبوم)
جهت دیگر (به انگلیسی: Another Side) اولین آلبوم کوربین بلو. ثبت شده توسط هالیوود ریکاردز در تاریخ ۱ مه ۲۰۰۷ منتشر شد. واحد اول خود را خاموش آلبوم، "به محدودیت‌ها اضافه‌اش کن". او همچنین به صورت خواننده تک‌خوان اولین آلبوم خود را با نام "جهت دیگر" در ۱ مه ۲۰۰۷ عرضه کرد. آلبوم در بیلبورد ۲۰۰ ۱۸،۰۰۰ نسخه در هفته اول رتبه ۳۶ را گرفت. 